# Maradki
Maradki (niem. Maradtken) – wieś w Polsce położona w województwie warmińsko-mazurskim, w powiecie mrągowskim, w gminie Sorkwity nad Jeziorem Lampackim oraz Piłakno.
| SIMC    | Nazwa             | Rodzaj                 |
| ------- | ----------------- | ---------------------- |
| 0487982 | Głodowo           | część wsi              |
| 0487999 | Maradzki Chojniak | część wsi (do 2023 r.) |
| 0488007 | Wilamówko         | część wsi              |

Miejscowość letniskowa z ośrodkami wypoczynkowymi i pensjonatami.
W latach 1975–1998 miejscowość administracyjnie należała do województwa olsztyńskiego.
W południowej części wsi znajdują się pozostałości po osadzie z epoki żelaza, kultury kurhanów zachodniobałtyjskich.